# Edward Stuart Russell
Pour les articles homonymes, voir Russell.
Edward Stuart Russell (25 mars 1887 - 24 août 1954) est un biologiste écossais et philosophe de la biologie .

## Biographie
Russell est né près de Glasgow. Il étudie à la Greenock Academy et plus tard à l'Université de Glasgow sous Sir John Graham Kerr et travaille avec John Arthur Thomson après avoir obtenu son diplôme. Il est influencé par son ami Patrick Geddes et dans ses études zoologiques, cherche à trouver des principes holistiques. Il croit aussi à l'héritabilité lamarckienne. Il est impliqué dans la recherche halieutique, travaillant sur des navires de recherche et publiant sur la biologie des céphalopodes et les méthodes quantitatives de collecte de données halieutiques. Il travaille également comme expert écossais des pêches, inspecteur des pêches et conseiller auprès du gouvernement. Il est le premier rédacteur en chef du Journal du Conceil (aujourd'hui ICES Journal of Marine Science). Il est conférencier honoraire sur le comportement animal à l'University College de Londres pendant une quinzaine d'années. Il est élu président de la section de zoologie de l'Association britannique en 1934. De 1940 à 1942, il est président de la Linnean Society. Il meurt à Hastings, East Sussex, d'une insuffisance cardiaque à l'âge de 67 ans,.
Russell favorise l'holisme et l'organicisme . Il est un critique de la synthèse moderne et présente sa propre théorie de l'évolution unissant la biologie du développement à l'hérédité mais s'opposant à l'héritage mendélien. Il est influencé par Karl Ernst von Baer et Johann Wolfgang von Goethe . Il considère la téléologie comme inhérente à l'organisme.

## Livres
- Forme et fonction: une contribution à l'histoire de la morphologie animale (1916)
- L'étude des êtres vivants: prolégomènes à une biologie fonctionnelle (1924)
- L'interprétation du développement et de l'hérédité: une étude de méthode biologique (1930)
- Le comportement des animaux (1934)
- Le caractère directif des activités biologiques (1945)
- La diversité des animaux: une étude évolutive (1962)